# LOWA ES6
Der LOWA ES6 war ein 1955 vorgestellter Prototyp eines Oberleitungsbusses in der DDR. Der Einzelgänger kombinierte das Konzept des Elektroantriebs mit der bereits erprobten Idee der doppelstöckigen Sattelzugomnibusse. Das von der LOWA hergestellte Fahrzeug konnte jedoch keine Serienfertigung nach sich ziehen, unter anderem weil die DDR ab 1957 infolge eines Beschlusses des Rats für gegenseitige Wirtschaftshilfe nur noch tschechoslowakische Škoda-Obusse importieren durfte.

## Geschichte
Das fast 15 Meter lange Fahrzeug wurde 1953 vom VEB Kraftfahrzeugwerk „Ernst Grube“ Werdau konstruiert, die elektrische Ausrüstung stammte vom Lokomotivbau Elektrotechnische Werke „Hans Beimler“ Hennigsdorf. Der für die Berliner Verkehrsbetriebe (BVG) in Ost-Berlin bestimmte Wagen wurde zunächst ab April 1955 beim Oberleitungsbus Zwickau getestet. Dort wurden auf der Strecke Weißenborn–Lichtentanne–Stenn erste Probefahrten durchgeführt.
Im Oktober 1955 nahm er schließlich bei der BVG seinen Dienst auf. Das Gespann wurde dort unter den Betriebsnummern 2001 für die Zugmaschine und 201 für den Sattelauflieger in den regulären Bestand eingereiht. Er wurde vorwiegend auf der Innenstadtlinie O40 eingesetzt und war stets mit besonders geschultem Personal besetzt. Nach der Abstellung des Versuchswagens wurde die Zugmaschine 1966/67 zunächst zu einem Abschleppwagen umgebaut, bevor man sie 1971 – zwei Jahre vor der Einstellung des Berliner Obus-Betriebs – schließlich verschrottete.

## Beschreibung
Der 15 Meter lange ES6 bot 62 Sitzplätze (davon 42 im Oberdeck und 20 im Unterdeck) sowie 42 Stehplätze (davon drei oben und 39 unten). Der Auflieger war dabei weitgehend identisch mit jenen der Sattelzugomnibusse vom Typ DoSa S6. Für die Verständigung zwischen dem Fahrer und dem Schaffner war eine Lautsprecheranlage eingebaut, über die auch in beiden Stockwerken die Haltestellen ausgerufen werden konnten. Modern für die damalige Zeit waren auch das Fahrgastfluss-Prinzip, das stufenlose Unterdeck, der Mittelgang im Obergeschoss und die Niederflurtechnik mit einer Einstiegshöhe von nur 38 Zentimetern. Ferner verfügte der Schaffner über einen festen Sitzarbeitsplatz.
Da prinzipbedingt keine normalen Trolley-Retriever verwendet werden konnten, versah man die Zugmaschine mit einer pneumatischen Vorrichtung zum Anlegen und Abziehen der gewinkelten Stromabnehmerstangen. Konstruktiv hatte die ES6-Zugmaschine große Ähnlichkeiten mit dem konventionellen Obus-Typ LOWA W602a, so war beispielsweise die Stirnfront identisch. Ferner verfügte sie über einen dieselelektrischen Hilfsantrieb, dieser leistete rund 130 Volt und ermöglichte langsame Rangierfahrten. Außerdem hatte die Zugmaschine eine Lüfteranlage, mit der die Frischluft im Sommer über einen Windkanal in den Auflieger geleitet wurde. Im Winter wurde die angesaugte Luft über einen elektrischen Wärmetauscher erwärmt.